# 1935年バスケットボール欧州選手権

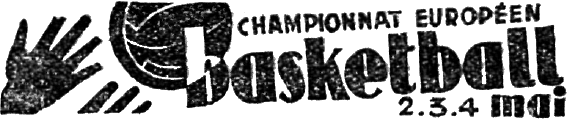
Logo

1935年バスケットボール男子欧州選手権（1935 European Basketball Championship）は、スイス・ジュネーヴで開催されたバスケットボール欧州選手権男子大会。通称「ユーロバスケット1935」。
10カ国が本大会に出場。翌年の1936年ベルリンオリンピックでのバスケットボール採用に先行して行われた。

## 最終結果
| 順位 | 国               |
| ---- | ---------------- |
| 1    | ラトビア         |
| 2    | スペイン         |
| 3    | チェコスロバキア |
| 4    | スイス           |
| 5    | フランス         |
| 6    | ベルギー         |
| 7    | イタリア         |
| 8    | ブルガリア       |
| 9    | ハンガリー       |
| 10   | ルーマニア       |